# Їржі Прохазка (спортсмен)
Їржі Прохазка (нар. 14 жовтня 1992, Зноймо) - чеський боєць змішаних бойових мистецтв. Колишній чемпіон японської організації Rizin Fighting Federation у напівважкій вазі і діючий боєць UFC. Серед досягнень-завоювання титулу GCF в 2013 році. Тренується в клубі Jetsaam Gym Брно під керівництвом тренера Мартіна Караіванова та Ярослава Говезака.

## Кар'єра в ММА
На початку своєї кар'єри починав з тайського боксу (муай-тай), в якому виграв титул у своїй ваговій категорії в 2011 році на національному чемпіонаті, організованому чеською Асоціацією муай-тай. Однак потім переключився на ММА. Професійний дебют відбувся в 2012 році проти Станіслава Футера, якого він переміг у першому раунді. Відтоді у більшості боїв здобував перемоги і став напівважковаговиком номер один у Чехії.
29 грудня 2015 року Прохазка підписав договір з японською організацією Rizin Fighting Federation. У першому бою він зустрівся з Сатоши Ішії. Бій закінчився на першій хвилині ударом в голову від Прохазки.
Другий матч Прохазки в Rizin відбувся 31 Грудня. Бій почався агресивно і проходив як в партері, так і в стійці. Після 10 хвилин виснажливої боротьби, кут Немкова відмовився від продовження бою, і Прохазка знову здобув перемогу.
Бій з Джейком Хьюном (на прізвисько ведмежа) також завершився в першому раунді. Спочатку матч був перенесений через землетрус в японському місті Сайтама.
У традиційному новорічному турнірі RIZIN 14 Прохазка мав зустрітися з Емануелем Ньютоном. Однак був травмований. В кінцевому підсумку Прохазка зіткнувся з не менш сильним суперником, Брендоном Холсі. Спочатку Холзі кілька разів збив Їржі з ніг, але він не зміг закінчити бій, хоча був дуже близький. На 6: 30 хвилині Прохазка закінчив бій технічним нокаутом. У післяматчевому інтерв'ю він сказав, що хотів би поборотися за титул Risin.
21 Квітня 2019 нарешті отримав шанс на титул, на арені Yokohama з Мухаммедом "Кінг Мо" Лавалем за титул напівважкої ваги, який він виграв у третьому раунді технічним нокаутом. Таким чином, він став першим в історії чемпіоном у напівважкій вазі Risin F. F.
12 жовтня 2019 року Прохазка зустрівся з Фабіо Мальдонадо. Цей бій проходив у вазі до 100 кілограмів і не був титульним. Прохазці вдалося завершити матч менш ніж за 2 хвилини першого раунду.
Останній бій у відбувся з Сі Бі Долловей на новорічному турнірі Rizin 20. Прохазка зміг нокаутувати Долловея менш ніж за дві хвилини і захистив титул. Після цього бою його контракт з Rizin fighting federation закінчився.
16 січня 2020 року Їржі Прохазка оголосив про підписання контракту в UFC з метою поборотися за чемпіонський титул даної організації. Він став п'ятим чехом (після Карлоса Вемола, Віктора Пешта, Люсії Пудилової та Давида Дворжака), виступаючим в UFC.
11 липня 2020 року Їржі Прохазка провів свій перший поєдинок в UFC, зустрівшись з Волканом Оздеміром, який займав 7-е місце у світовому рейтингу серед бійців напівважкої ваги. На 49 секунді другого раунду Прохазка нокаутував Оздеміра і здобув першу перемогу в UFC. Крім того, за свій виступ він отримав бонус за кращий бій вечора в розмірі 50 000 доларів. Завдяки цій перемозі він перемістився на 8-е місце в світовому рейтингу напівважковаговиків і тим самим підтвердив позицію кращого на даний момент чеського бійця ММА.
2 травня 2021 року провів поєдинок в UFC проти Домініка Рейеса, що займав 3-е місце світовому рейтингу серед бійців напівважкої ваги. В кінці другого раунду потужним ліктем з розвороту відправив в нокаут Рейеса, тим самим це був третій випадок в UFC з подібним нокаутом.

## Звання та досягнення

### Тайський бокс
Чемпіон Чехії 2010/2011.

### Змішані бойові мистецтва
У 2013 році виграв титул чемпіона Gladiator Championship Fighting в напівважкій вазі.
У 2019 році виграв титул Rizin fighting federation в напівважкій вазі.

## Статистика в ММА
| Результат | Рекорд | Суперник                | Спосіб                             | Турнір                               | Дата              | Раунд | Час    | Місце                  | Примітки                                        |
| --------- | ------ | ----------------------- | ---------------------------------- | ------------------------------------ | ----------------- | ----- | ------ | ---------------------- | ----------------------------------------------- |
| Перемога  | 28-3-1 | Домінік Рейес           | КО (удар ліктем з розвороту)       | UFC on ESPN: Рейес vs. Прохазка      | 1 травня 2021     | 2     | 4: 29  | Лас-Вегас, Невада, США | Бій вечора. Виступ вечора.                      |
| Перемога  | 27-3-1 | Волкан Оездемір         | КО (удар)                          | UFC 251                              | 11 липня 2020     | 2     | 0: 49  | Абу-Дабі, ОАЕ          | Бій вечора.                                     |
| Перемога  | 26-3-1 | Сі Бі Долловей          | КО (удари)                         | Rizin 20                             | 31 грудня 2019    | 1     | 1: 55  | Сайтама, Японія        | Захист титулу Rizin FF 20.                      |
| Перемога  | 25-3-1 | Фабіо Мальдонадо        | КО (удари)                         | Rizin 19                             | 12 жовтня 2019    | 1     | 1: 49  | Осака, Японія          | Бій проходив у ваговій категорії до 100 кг.     |
| Перемога  | 24-3-1 | Мухаммед Лаваль         | Технічний нокаут (удари руками)    | Rizin 15                             | 21 квітня 2019    | 3     | 3: 02  | Йокогама, Японія       | Став чемпіоном організації Rizin FF.            |
| Перемога  | 23-3-1 | Брендон Холсі           | Технічний нокаут (удари руками)    | Rizin 14                             | 31 грудня 2018    | 1     | 6: 30  | Сайтама, Японія        |                                                 |
| Перемога  | 22-3-1 | Джейк Хьюн              | Технічний нокаут (удари руками)    | Rizin 13                             | 30 вересня 2018   | 1     | 4: 29  | Сайтама, Японія        |                                                 |
| Перемога  | 21-3-1 | Бруно Енріке Каппелоцца | КО (удари)                         | Rizin 11                             | 28 липня 2018     | 1     | 1: 23  | Сайтама, Японія        |                                                 |
| Перемога  | 20-3-1 | Карл Альбректссон       | Технічний нокаут (удари руками)    | Rizin World Grand Prix 2017: 2-й тур | 29 грудня 2017    | 1     | 9: 57  | Сайтама, Японія        |                                                 |
| Перемога  | 19-3-1 | Віліана Роберто Алвес   | Технічний нокаут (удари руками)    | Fusion FN 16: Бій в клітці           | 29 вересня 2017   | 1     | 3: 41  | Брно, Чехія            |                                                 |
| Перемога  | 18-3-1 | Марк Таніос             | Одностайне рішення                 | Rizin World Grand Prix 2016: 1-й тур | 25 вересня 2016   | 2     | 5: 00  | Сайтама, Японія        |                                                 |
| Перемога  | 17-3-1 | Казуюкі Фудзіта         | КО (удар)                          | Rizin 1                              | 17 квітня 2016    | 1     | 3: 18  | Нагоя, Японія          |                                                 |
| Поразка   | 16-3-1 | Мухаммед Лаваль         | КО (удар)                          | Rizin World Grand Prix 2015          | 31 грудня 2015    | 1     | 5: 09  | Сайтама, Японія        |                                                 |
| Перемога  | 16-2-1 | Вадим Нємков            | ТКО (відмова від продовження бою)  | Rizin World Grand Prix 2015          | 31 грудня 2015    | 1     | 10: 00 | Сайтама, Японія        |                                                 |
| Перемога  | 15-2-1 | Сатоши Ішії             | КО (удар ногою і коліном в голову) | Rizin World Grand Prix 2015          | 29 грудня 2015    | 1     | 1: 36  | Сайтама, Японія        |                                                 |
| Перемога  | 14-2-1 | Євген Кондратов         | КО (удар)                          | ProFC 59: Курська битва 3            | 21 листопада 2015 | 1     | 4: 23  | Курськ, Росія          |                                                 |
| Перемога  | 13-2-1 | Міхал Фіялко            | Технічний нокаут (зупинка в кутку) | GCF 31: Cage Fight 6                 | 22 травня 2015    | 1     | 5: 00  | Брно, Чехія            |                                                 |
| Перемога  | 12-2-1 | Рокас Стамбраускас      | Технічний нокаут (зупинка в кутку) | Виклик GCF: Знову в битві 4          | 27 березня 2015   | 1     | 5: 00  | Пршібрам, Чехія        |                                                 |
| Нічия     | 11-2-1 | Михайло Мохнаткін       | Нічия                              | Fight Nights: Битва за Москву 18     | 20 грудня 2014    | 3     | 5: 00  | Москва, Росія          |                                                 |
| Перемога  | 11-2   | Дарко Стошіч            | Технічний нокаут                   | Виклик GCF: Cage Fight 5             | 14 листопада 2014 | 1     | Н / д  | Брно, Чехія            |                                                 |
| Перемога  | 10-2   | Томаш Пенз              | KO                                 | GCF 28: Cage Fight 4                 | 6 червня 2014     | 1     | 0: 48  | Брно, Чехія            |                                                 |
| Перемога  | 9-2    | Віктор Богуцький        | Сабмішн (удушення ззаду)           | GCF 27: Дорога до клітки             | 21 березня 2014   | 1     | 2: 17  | Прага, Чехія           |                                                 |
| Перемога  | 8-2    | Мартін Шолц             | КО (коліно)                        | GCF 26: Ніч битви                    | 7 грудня 2013     | 3     | 0: 00  | Прага, Чехія           | Завоював титул чемпіона GCF в напівважкій вазі. |
| Перемога  | 7-2    | Олівер Дорінг           | Технічний нокаут (удари руками)    | Качай клітку 4                       | 12 жовтня 2013    | 1     | 0: 00  | Грайфсвальд, Німеччина |                                                 |
| Поразка   | 6-2    | Абдул-Керім Еділов      | Сабмішн (удушення ззаду)           | Fight Nights: Битва за Москву 12     | 20 червня 2013    | 1     | 1: 56  | Москва, Росія          |                                                 |
| Перемога  | 6-1    | Радован Естоцін         | КО (коліно і удари руками)         | GCF 23: MMA Cage Fight 2             | 10 травня 2013    | 1     | 0: 26  | Брно, Чехія            |                                                 |
| Перемога  | 5-1    | Йозеф Жак               | Технічний нокаут (удари руками)    | GCF 19: Знову в битві 2              | 15 лютого 2013    | 1     | 0: 00  | Пршібрам, Чехія        |                                                 |
| Поразка   | 4-1    | Боян Величкович         | Технічний нокаут (удари руками)    | Supreme Fighting Championship 1      | 9 грудня 2012     | 1     | 0: 00  | Белград, Сербія        |                                                 |
| Перемога  | 4-0    | Страхінья Деніч         | Примус (трикутник)                 | Ring Fight Брно                      | 15 листопада 2012 | 1     | 0: 00  | Брно, Чехія            |                                                 |
| Перемога  | 3-0    | Мартін Ваніш            | Технічний нокаут (удари руками)    | GCF 17: Велика клітка Острава 2      | 20 жовтня 2012    | 1     | 2: 48  | Острава, Чехія         |                                                 |
| Перемога  | 2-0    | Володимир Ейс           | КО (коліно)                        | GCF 15: Justfight Challenger         | 24 серпня 2012    | 1     | 1: 02  | Карлові Вари, Чехія    |                                                 |
| Перемога  | 1-0    | Станіслав футера        | КО (удар)                          | GCF 10: Битва в клітці               | 7 квітня 2012     | 1     | 0: 53  | Млада-Болеслав, Чехія  |                                                 |